# Begnins
Begnins ist eine politische Gemeinde im Distrikt Nyon des Kantons Waadt in der Schweiz.

## Geographie

Historisches Luftbild von Werner Friedli von 1964

Begnins liegt auf 541 m ü. M., 6 km nördlich des Bezirkshauptortes Nyon (Luftlinie). Das Dorf erstreckt sich auf einer Terrasse am Jurasüdfuss, östlich des Tals der Serine, in aussichtsreicher Lage rund 170 m über dem Seespiegel des Genfersees. Die Strasse über den Col du Marchairuz verbindet Begnins mit Le Brassus im Vallée de Joux.
Die Fläche des 4,8 km² grossen Gemeindegebiets umfasst einen Abschnitt der Waadtländer Côte. Der Gemeindeboden erstreckt sich vom Jurafuss nordwärts über die Weinberge der Côte und die Terrasse von Begnins bis auf die dem Jura vorgelagerte Höhe der westlichen Côte, auf der mit 720 m ü. M. der höchste Punkt der Gemeinde erreicht wird. Der Bach Nant fliesst östlich am Dorfzentrums vorbei in den Lavasson und dieser im Süden bei Les Sâles über die Gemeindegrenze von Gland. Die westliche Gemeindegrenze zur Nachbargemeinde Vich bildet die Serine, die sich im Lauf der Jahrmillionen ein tiefes Tal in die Höhen am Jurafuss eingegraben hat. Im Osten folgt die Gemeindegrenze dem Bach Vorzairie. Von der Gemeindefläche entfielen 1997 14 % auf Siedlungen, 18 % auf Wald und Gehölze und 68 % auf Landwirtschaft.
Zu Begnins gehören einige Einzelhöfe und Weingüter. Nachbargemeinden von Begnins sind Vich, Gland, Luins, Burtigny, Le Vaud und Bassins.

## Bevölkerung
Mit 1999 Einwohnern (Stand 31. Dezember 2023) gehört Begnins zu den mittelgrossen Gemeinden des Kantons Waadt. Von den Bewohnern sind 81,4 % französischsprachig, 7,1 % deutschsprachig und 4,6 % englischsprachig (Stand 2000). Die Bevölkerungszahl von Begnins belief sich 1850 auf 734 Einwohner, 1900 auf 782 Einwohner. Nach 1960 (766 Einwohner) setzte eine rasche Bevölkerungszunahme ein.

## Wirtschaft
Begnins war bis Mitte des 20. Jahrhunderts ein hauptsächlich durch die Landwirtschaft geprägtes Dorf. Die optimal gegen Süden exponierten Hänge eignen sich hervorragend für den Weinbau, der noch heute eine grosse Rolle als Erwerbszweig der Bevölkerung spielt. Daneben gibt es auch Ackerbau. Weitere Arbeitsplätze sind im lokalen Kleingewerbe und im Dienstleistungssektor vorhanden. Im 18. und 19. Jahrhundert war Begnins ein wichtiger Handelsplatz am Jurafuss mit Jahrmärkten für landwirtschaftliche Produkte. In den letzten Jahrzehnten hat sich Begnins dank seiner attraktiven Lage zu einer Wohngemeinde entwickelt. Viele Erwerbstätige sind Wegpendler, die vor allem in Nyon oder in Genf arbeiten.

## Verkehr
Die Gemeinde ist verkehrstechnisch gut erschlossen. Sie liegt an der Hauptstrasse von Gland nach Saint-Cergue, der Autobahnanschluss Gland an der A1 ist nur rund 2 km vom Dorf entfernt. Durch die Postautolinien, die von Nyon nach Gimel und von Gland nach Burtigny verkehren, ist Begnins an das Netz des öffentlichen Verkehrs angebunden. Von 1906 bis 1954 verkehrte die Überlandstrassenbahn Gland–Begnins (GB).

## Geschichte

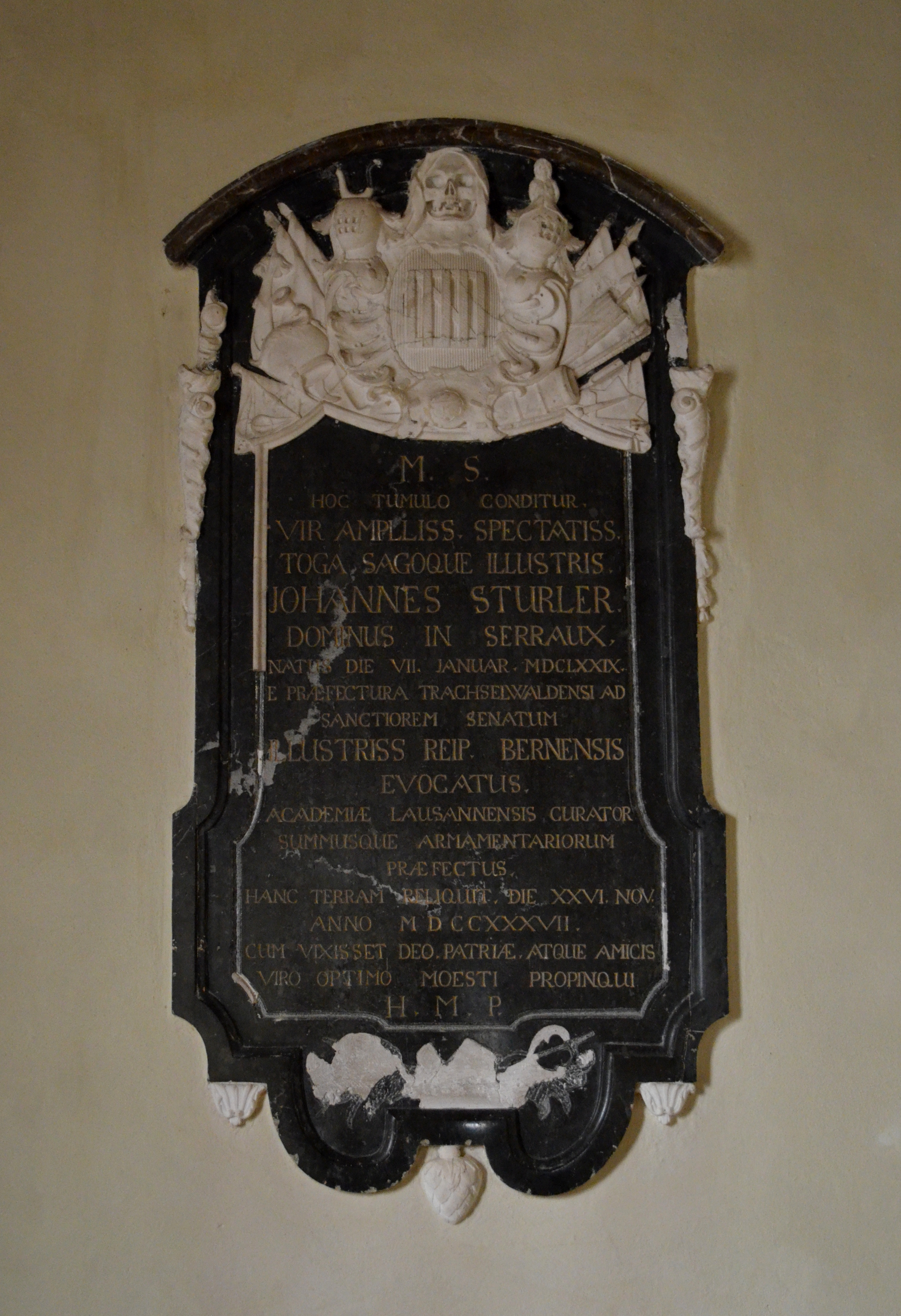
Kirche Begnins, Epitaph für Johannes Stürler (1679–1737), von Johann Friedrich Funk I. (nach 1737)

Das Gemeindegebiet von Begnins war früh besiedelt, was durch den Fund eines Gräberfeldes (mit reichen Beigaben) aus der La-Tène-Zeit und eines römischen Meilensteins von etwa 250 nach Christus belegt wird. Die erste urkundliche Erwähnung des Ortes erfolgte 1145 unter dem Namen Bingins. Später erschienen weitere Schreibweisen: Binnins (1204) und Bîgnins (1226). Der Ortsname geht vermutlich auf den burgundischen Personennamen Bino zurück und bedeutet bei den Leuten des Bino.
Seit der ersten Nennung sind die Edlen von Begnins bezeugt, die Vasallen der Herren von Prangins waren. 1293 kam Begnins an die Grafen von Savoyen. Mit der Eroberung der Waadt durch Bern im Jahr 1536 kam das Dorf unter die Verwaltung der Landvogtei Nyon, die Herrschaft Begnins befand sich im 18. Jahrhundert im Besitz von Angehörigen der Familie Stürler. Die ehemalige Gemeinde Serraux, die heute nur noch aus wenigen Häusern besteht, fusionierte 1767 mit Begnins. Nach dem Zusammenbruch des Ancien Régime gehörte das Dorf von 1798 bis 1803 während der Helvetik zum Kanton Léman, der anschliessend mit der Inkraftsetzung der Mediationsverfassung im Kanton Waadt aufging.
In Begnins betrieb der Pastor Antony Krafft-Bonnard in Zusammenarbeit mit dem US-amerikanischen Hilfswerk Near East Relief in den 1920er Jahren ein Waisenhaus für überlebende Kinder des Völkermords an den Armeniern. Im Zweiten Weltkrieg setzte sich der aus den Niederlanden stammende und in Begnins praktizierende Arzt William Francken über amtliche Verbote, Juden mit Flüchtlingsstatus privat zu beherbergen, hinweg und organisierte für aus dem deutsch besetzten Frankreich geflüchtete Juden mit seiner Frau Laure Francken Unterbringung und medizinische Behandlung in ihrem Chalet bei Novel.

## Sehenswürdigkeiten
Die Pfarrkirche Notre-Dame, im 11. Jahrhundert gegründet, wurde später mehrfach umgebaut. Der einschiffige Bau enthält einen Chor mit Kreuzrippengewölbe und einen Turm, der in früheren Zeiten auch als Wehrturm genutzt wurde. Aus dem 14. und 15. Jahrhundert stammen die drei Kapellen an der Südseite des Kirchenschiffs.
Das Château du Martheray war früher Sitz der Adelsfamilie von Begnins. Der aus dem 16. Jahrhundert stammende Bau wurde im 19. Jahrhundert grundlegend verändert, der sechseckige Treppenturm von 1671 ist erhalten. Das am Ostrand des Dorfes stehende Château de Cottens ist ein mittelalterlicher Bau, der im 17. Jahrhundert umgestaltet wurde. Auch das Château de Menthon oder de Rochefort ist ein spätmittelalterlicher Herrschaftssitz, Umbauten erfolgten im 16. und 18. Jahrhundert. Im Ortskern befinden sich zahlreiche Bürger- und Weinbauernhäuser aus dem 17. bis 19. Jahrhundert.

## Söhne und Töchter des Ortes
- Philippe-Sirice Bridel (1757–1845), Autor, Heimatforscher und Geistlicher
- Jean-Louis Bridel (1759–1821), reformierter Geistlicher, Theologe und Hochschullehrer sowie Autor